# Hautes-Pyrénées
Les Hautes-Pyrénées (/ot pi.ʁe.ne/, localement : /ˈɔ.tə.pi.ʁe.ne/) sont un département français de la région Occitanie. Sa préfecture est la ville de Tarbes. L'Insee et La Poste lui attribuent le code 65.
Les habitants des Hautes-Pyrénées sont les Haut-Pyrénéens ou les Bigourdans, le département correspondant à peu près à l'ancien comté de Bigorre.

## Géographie

Carte topographique des Hautes-Pyrénées.

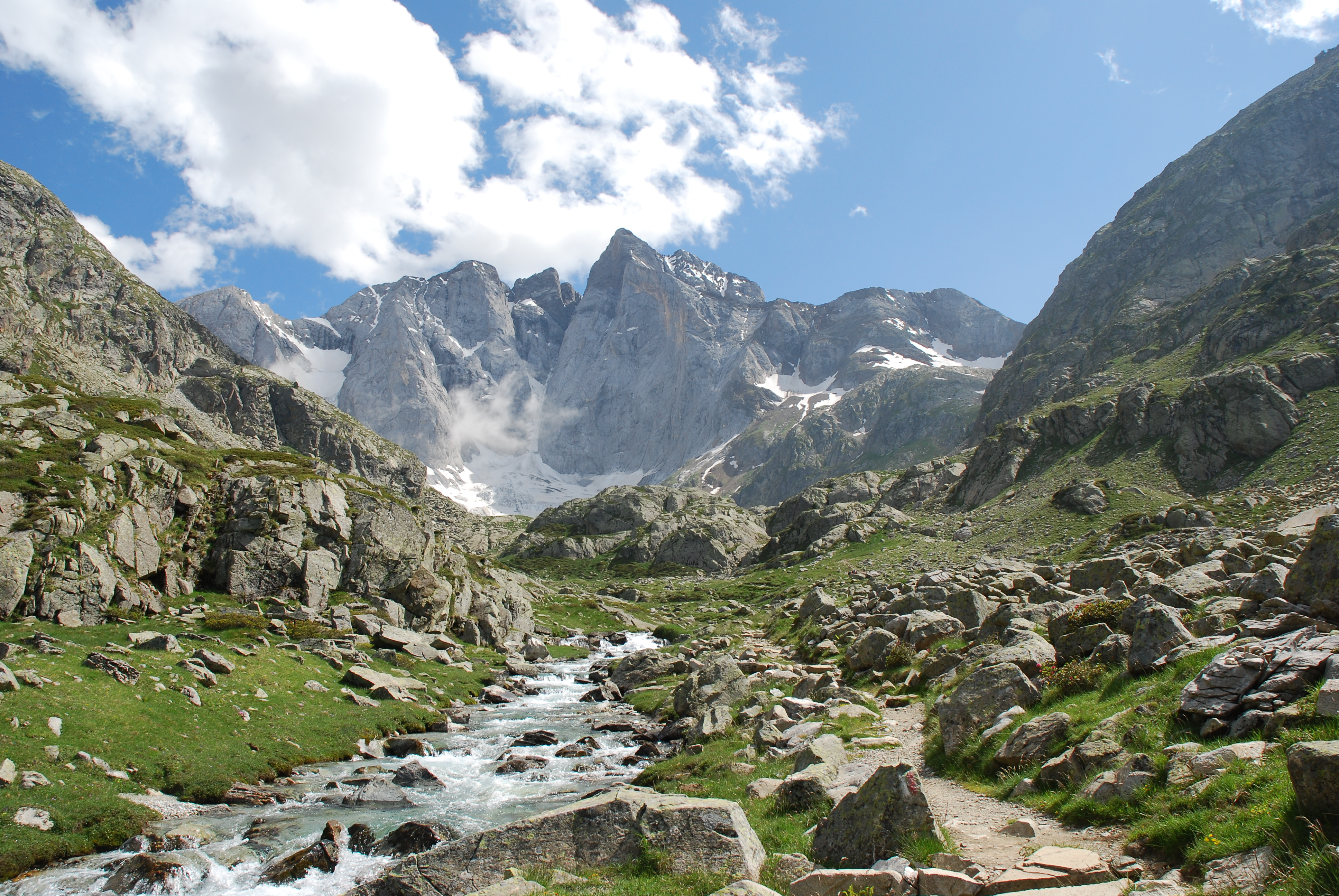
Vignemale.

Le département des Hautes-Pyrénées fait partie de la région Occitanie. Il est limitrophe des départements des Pyrénées-Atlantiques (Nouvelle-Aquitaine), du Gers, de la Haute-Garonne, et de la province de Huesca de la communauté autonome d'Aragon (Espagne).
Trois régions naturelles bien distinctes composent le paysage haut-pyrénéen : la montagne et ses vallées, les coteaux et les plaines.
La montagne, c’est-à-dire les Pyrénées, recouvre, au sud, la moitié du territoire du département. Elle forme une barrière naturelle entre la France et l’Espagne, ne permettant qu’un seul accès routier vers l’Aragon par le tunnel Aragnouet-Bielsa. 35 de ses pics dépassent 3 000 m et le pic du Vignemale, à 3 298 m, en est le point culminant.
Deux zones géologiques distinctes caractérisent cette région de montagnes :
- la chaîne dite « axiale », où l’on trouve les plus hauts sommets des Pyrénées françaises comme le Vignemale, qui culmine à 3 298 m ;
- une zone de chaînons plissés sédimentaires.

Moins élevées mais plus massives que les reliefs alpins, elles isolent de nombreuses vallées encaissées et « cul-de-sac » naturels, véritables microcosmes conservés par ces murailles de pierre.
L’altitude des Pyrénées s’estompe progressivement en remontant vers le nord, et les montagnes cèdent la place au piémont, limité à l’est par le vaste plateau de Lannemezan (à 600 m environ), véritable château d’eau du département où naissent de nombreuses rivières des bassins de la Garonne et de l’Adour (Gers, Baïse, Save, Gimone, Midou, Douze). Ce plateau morainique formé au Quaternaire par la débâcle des glaciers est sujet à un climat relativement rude.
Plus à l’ouest et au nord, le piémont laisse filtrer des vallées plus larges qui attirent la majorité de la population du département. C’est là un pays vallonné au climat plus clément.
À l’ouest, le bassin du gave de Pau ou Lavedan forme une large vallée de Lourdes à Argelès-Gazost.
Au centre, on trouve la vallée de Campan dominée par le pic du Midi de Bigorre, le col du Tourmalet, les massifs du Néouvielle et de l’Arbizon.
À l’est, la vallée de la Neste se déroule jusqu’à Arreau où se rejoignent les vallées d'Aure et du Louron.
Les vallées sont reliées entre elles par des cols d’altitude parfois élevée tel le Soulor, le Tourmalet, l’Aspin ou encore le Peyresourde.
Le département possède deux petites enclaves dans le département voisin des Pyrénées-Atlantiques, à l'ouest du ruisseau de Carbouère. La première enclave est constituée des communes de Villenave-près-Béarn, Escaunets et Séron ; la seconde, au sud de la première et séparée de celle-ci par la commune de Saubole, est constituée des communes de Gardères et Luquet. Ces enclaves sont une survivance du Moyen Âge : en effet, à la fin du XIe siècle, Gaston IV le Croisé, vicomte de Béarn, épouse Talèse d’Aragon, vicomtesse du Montaner, petit territoire située entre Béarn et Bigorre ; le Montaner reste au Béarn mais Talèse garde pour elle cinq paroisses qui constituent toujours les deux enclaves dans les Pyrénées-Atlantiques.

Paysages des Hautes-Pyrénées :
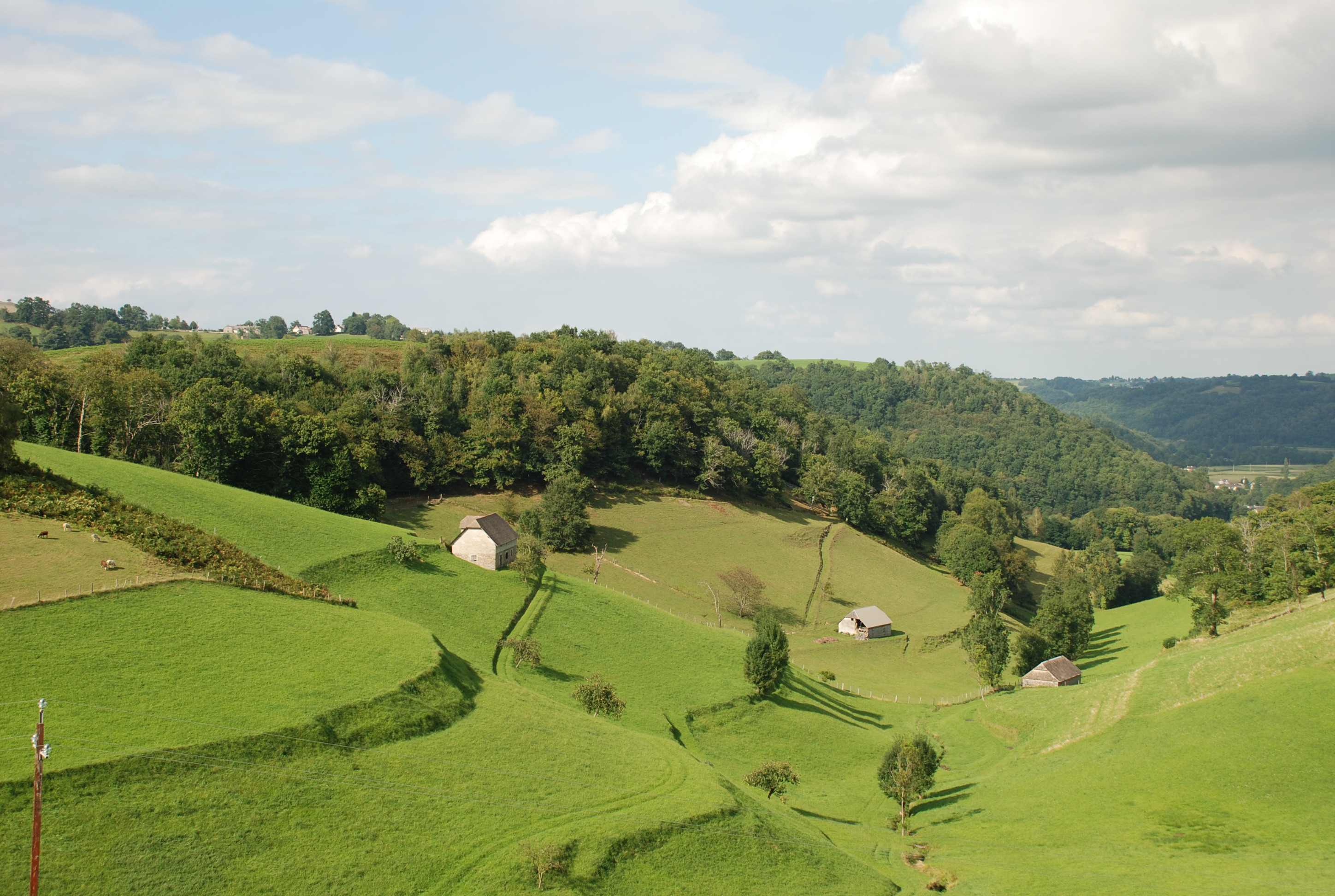
Granges foraines, au-dessous de Gez-ez-Angles, au centre-ouest.
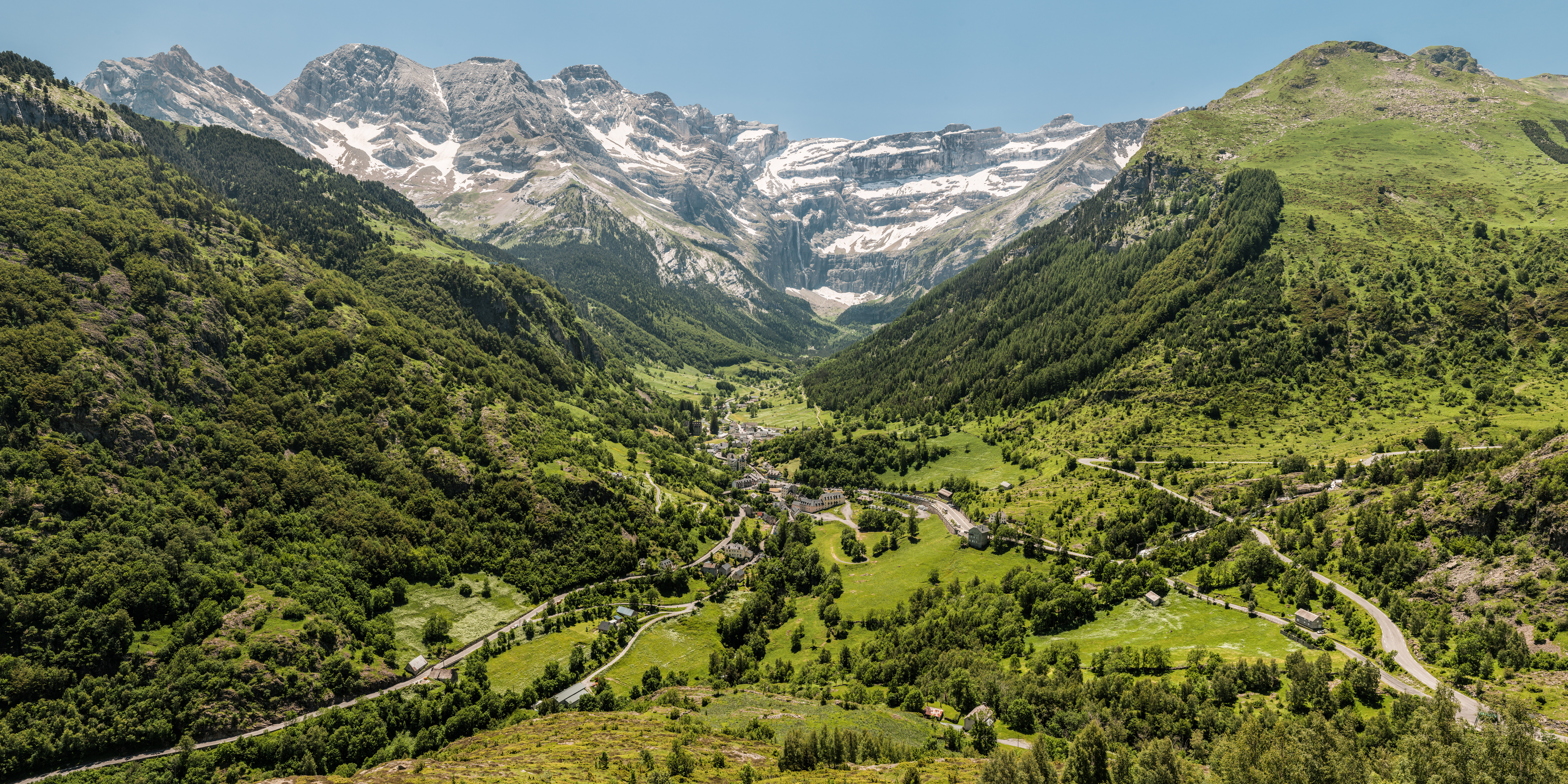
Commune et cirque de Gavarnie, dans le sud.
Refuge des Espuguettes sur le fond de Cirque de Gavarnie et la brèche de Roland, dans le sud.
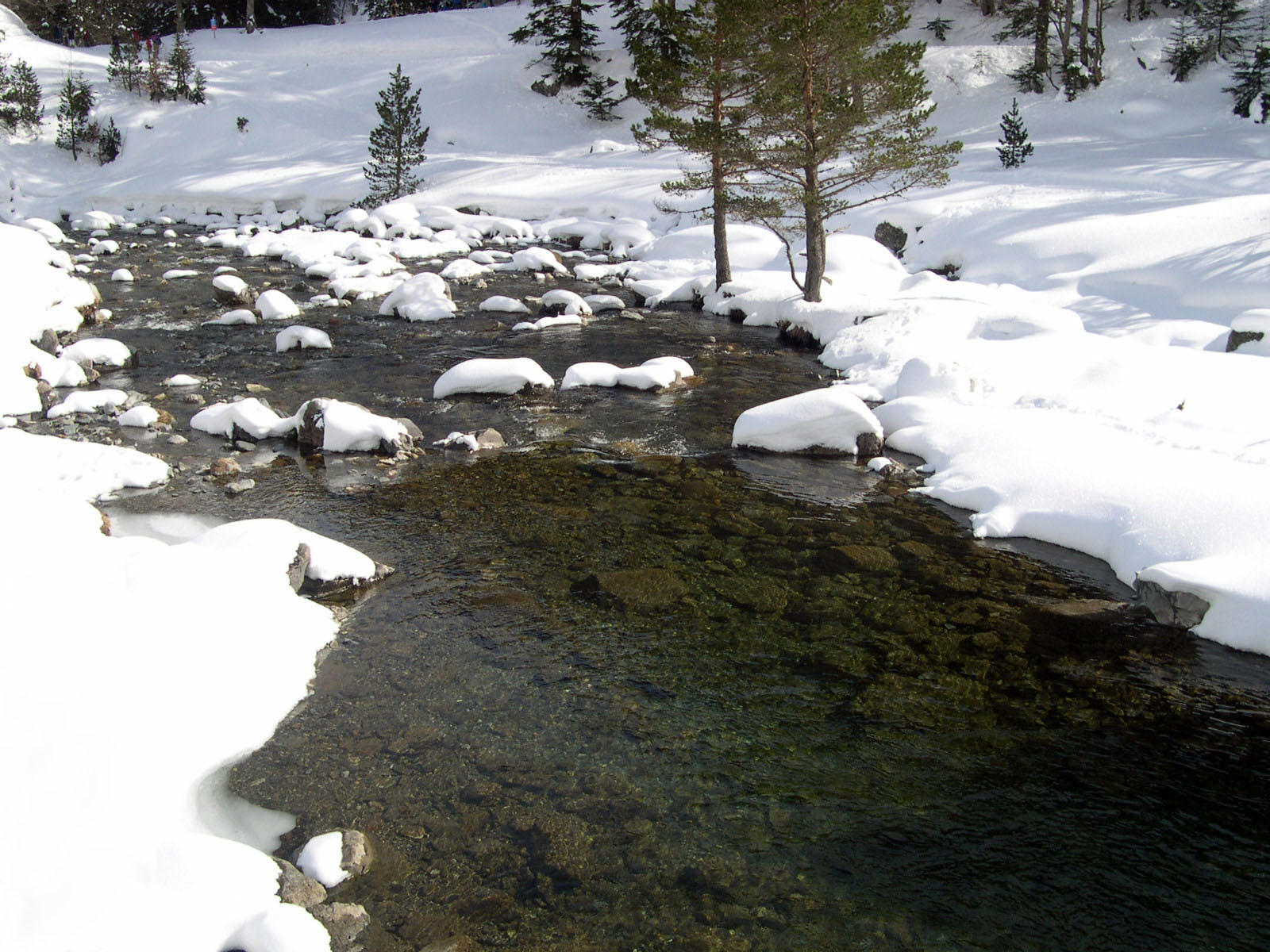
Cours d'eau enneigé aux alentours de Cauterets (sud-ouest).

### Climat
Il est radicalement divisé en deux : au nord les plaines et bas plateaux, doux et peu ventés, au sud les montagnes, rigoureuses et longtemps enneigées (à l'exception des basses vallées).

## Histoire
Le département a été créé à la Révolution française, le 4 mars 1790 en application de la loi du 22 décembre 1789, à partir d’une partie de la province de Gascogne, la Bigorre et le Pays des Quatre-Vallées (Aure, Barousse, Nestes et le Magnoac).
Le conventionnel tarbais Bertrand Barère s’est particulièrement battu en ce sens : « Si ce pays, la Bigorre, est trop petit pour former un département, il convient de l’agrandir. Mais il serait très inique de n’en faire que des districts dépendant d’une ville étrangère ; ce serait un meurtre politique que de faire de Tarbes le misérable chef-lieu d’un district. » Il est alors baptisé « Hautes-Pyrénées ».

Les Hautes-Pyrénées et les pays qui occupaient son territoire avant la Révolution. Ceux-ci faisaient tous partie de la province de Gascogne.
Bigorre
Armagnac
Nébouzan
Rivière-Verdun
Comminges

Au 1er janvier 2016 la région Midi-Pyrénées, à laquelle appartenait le département, fusionne avec la région Languedoc-Roussillon pour devenir la nouvelle région administrative Occitanie.

## Politique et administration
- Liste des députés des Hautes-Pyrénées
- Liste des sénateurs des Hautes-Pyrénées
- Liste des conseillers généraux des Hautes-Pyrénées
- Liste des préfets des Hautes-Pyrénées

## Économie

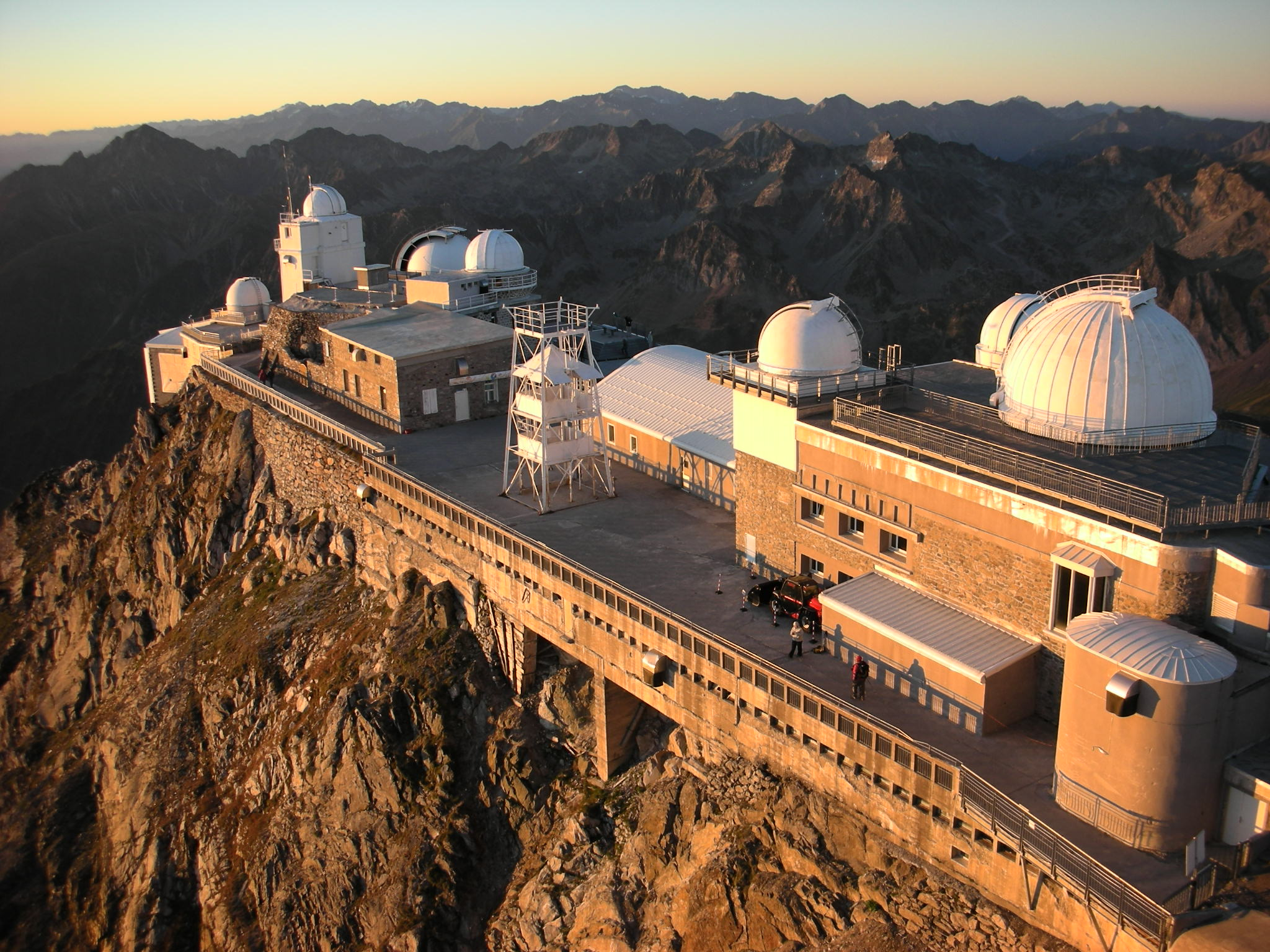
Pic du Midi de Bigorre.

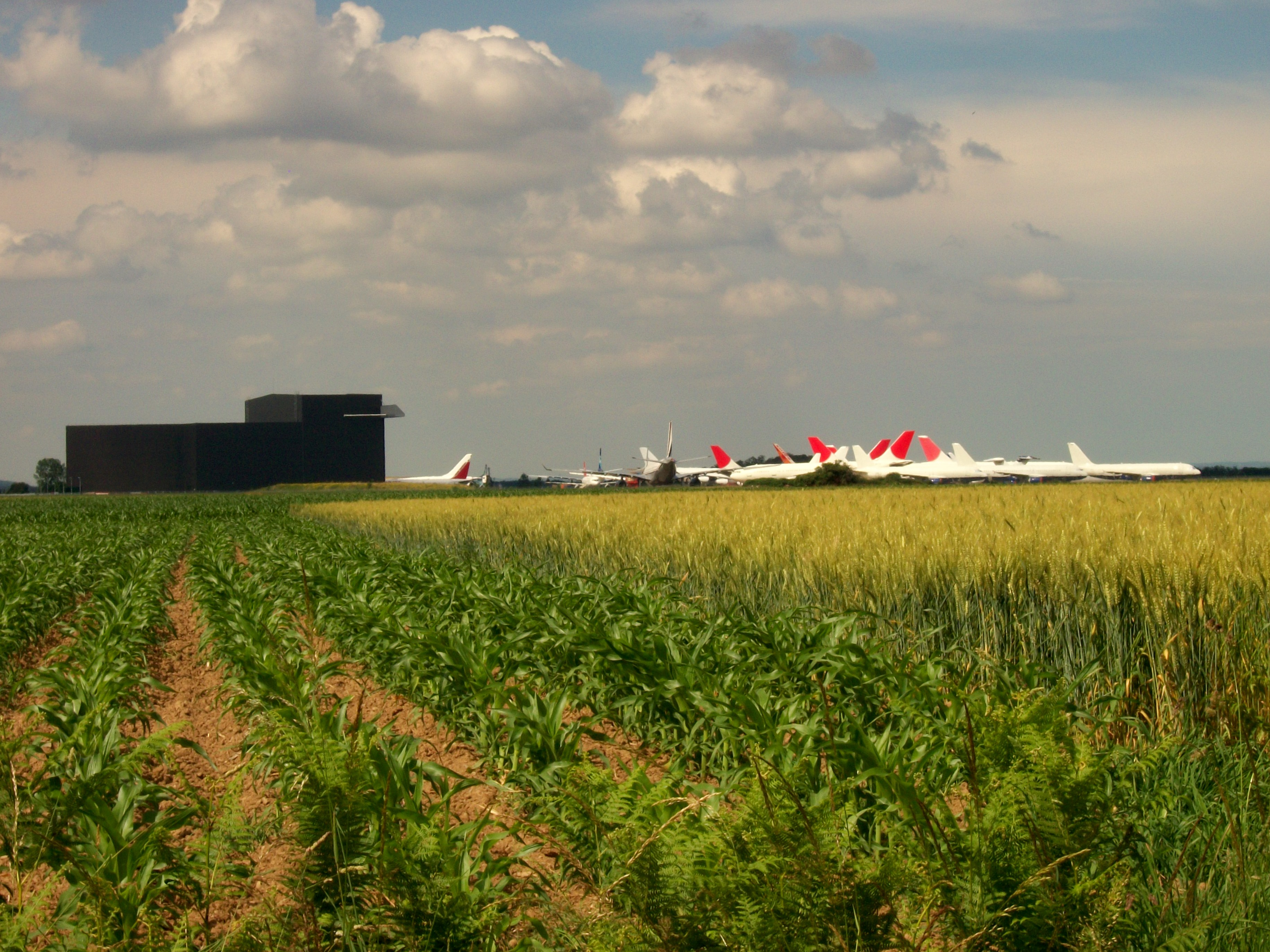
TARMAC et les champs avoisinant à Ossun.

### Agriculture
Les Hautes-Pyrénées, territoire de culture du maïs et d'élevage, sont largement tournées vers la production alimentaire. Elles comptent de nombreuses productions fameuses tel l’oignon de Trébons, le haricot tarbais, et le porc noir de Bigorre, les vins de Bigorre, Madiran et Pacherenc du Vic-Bilh, le gâteau à la broche, la tourte de Bagnères-de-Bigorre, les fromages de brebis et de chèvre (dont anneau du Vic-Bilh), etc. Jusque dans les années 1850, on y élevait un cheval d'armes : le cheval navarrin. Pour ses croisements, le haras national de Tarbes est le berceau de race de l'anglo-arabe, cheval de course ou de sport.

### Industrie
L’activité industrielle se concentre dans la plaine de Tarbes, autour de Lourdes, Lannemezan et Bagnères-de-Bigorre. L'agglomération tarbaise et Bagnères-de-Bigorre s'illustrent dans le secteur ferroviaire, Alstom Transport possédant un site à Séméac. Aux abords d'Ossun et de l'aéroport de Tarbes-Lourdes-Pyrénées se déploie la zone d'activité Pyrène Aéro Pôle. Tarmac Aerosave, remarquable par la taille de son entrepôt, démantèle des avions. De nombreuses autres sociétés sont représentées telle que Daher qui fabrique des avions d'affaires et de tourisme. Lannemezan s'est tournée vers l'industrie chimique avec Arkema ou Knauf. Bazet comporte un pôle céramique avec la société des céramiques techniques (SCT), Boostec, Pall Exekia ou encore Cerafast. Enfin, SEB possède un site à Lourdes.
Cette activité industrielle est renforcée par la présence du pôle universitaire tarbais (6 000 étudiants), offrant à la région des techniciens, ingénieurs et chercheurs dans les domaines de l'aéronautique, du génie mécanique, du génie industriel, de la production, des matériaux, de l'énergétique, de l'électronique, de l'automatique, etc. Parmi les établissements offrant cette main-d'œuvre, on peut citer : l'école nationale d'ingénieurs de Tarbes (ENIT), l'institut universitaire de technologie de Tarbes de l'université Toulouse-III-Paul-Sabatier, ainsi que les laboratoires de recherche comme le laboratoire génie de production de l'ENIT, l'antenne tarbaise de l'institut Clément Ader (CNRS) ou l'observatoire Midi-Pyrénées.

### Tourisme

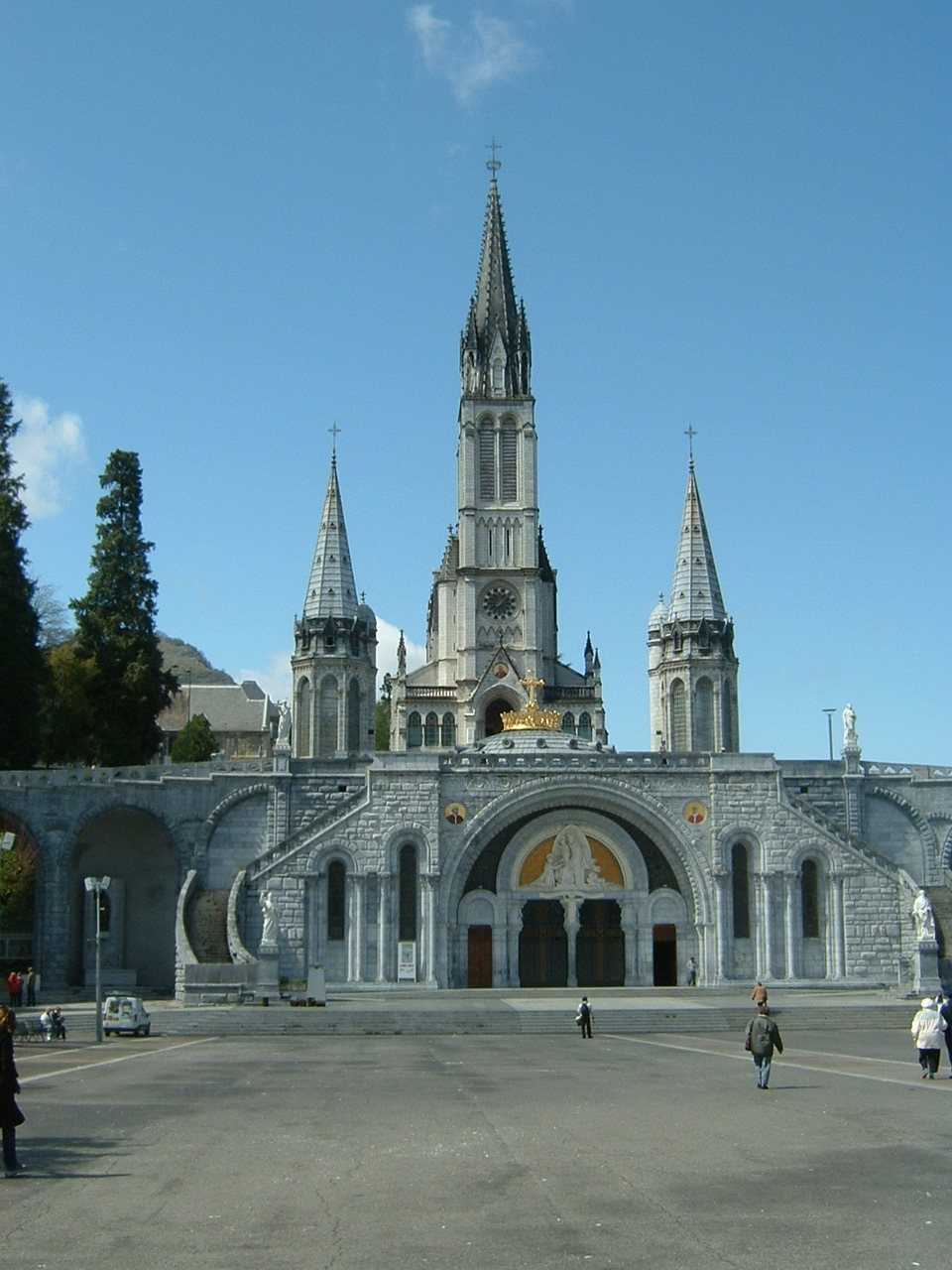
Sanctuaires de Lourdes.

Le tourisme est la première activité économique dans les Hautes-Pyrénées et revêt donc une importance toute particulière.

#### Pèlerinage

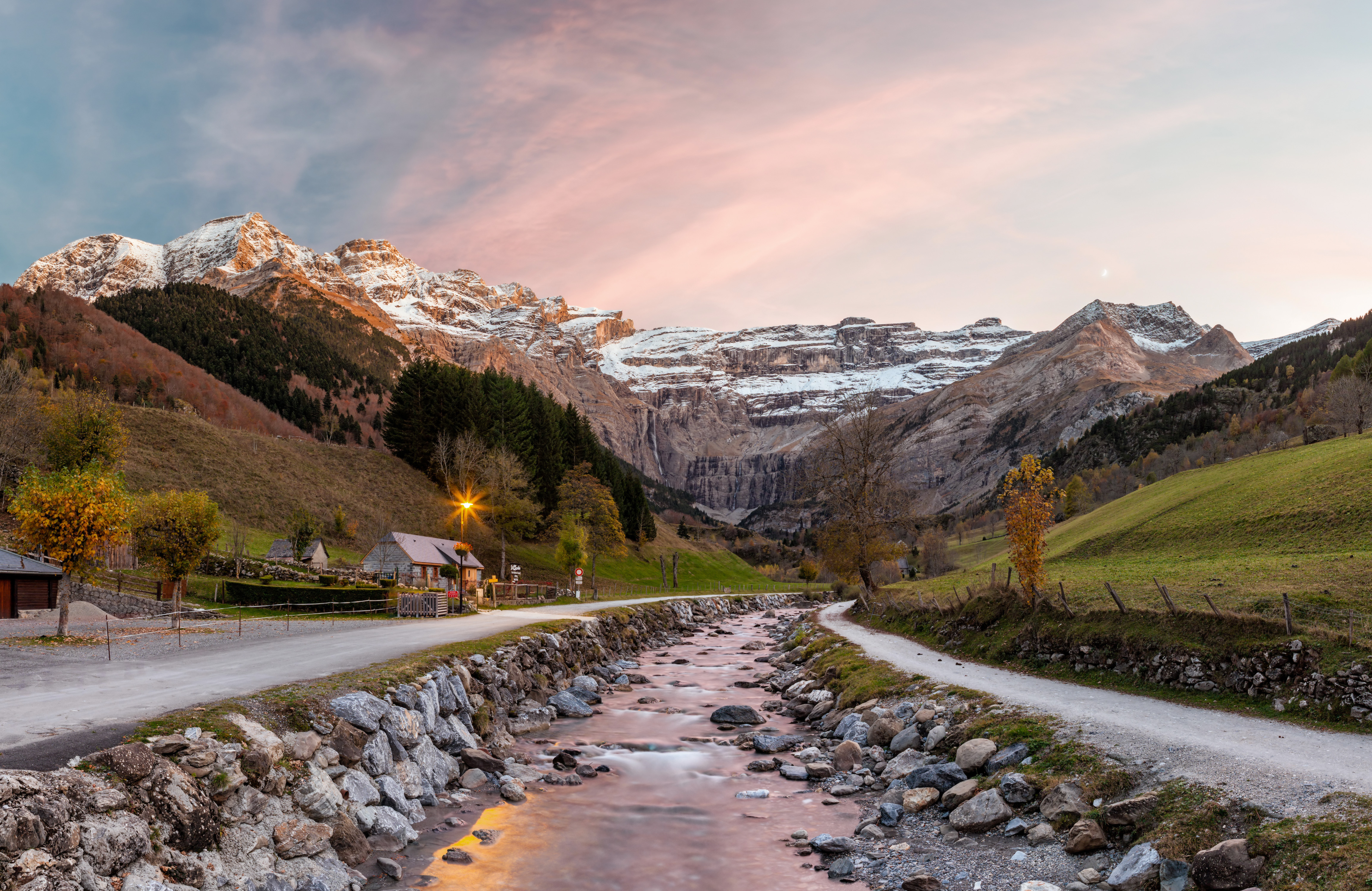
Parc national des Pyrénées, cirque de Gavarnie.

Contrairement à une erreur répandue, la ville de Lourdes ne se trouve pas en Béarn (Pyrénées-Atlantiques), mais en Bigorre (Hautes-Pyrénées). Centre mondial de pèlerinages mariaux, elle est la 2e ville hôtelière de France accueillant plus de 5 millions de visiteurs par an dont environ 60 000 malades et invalides,, ainsi que le 2e lieu de pèlerinage européen en termes de fréquentation.

#### Pyrénéisme
La chaîne des Pyrénées constitue un atout touristique naturel. Elle suscite l'émotion esthétique, favorise la pratique physique et constitue une expérience culturelle. La protection et conservation de ces espaces, de leur faune et leur flore est assurée dans le cadre du Parc national des Pyrénées. De nombreux lieux y sont fameux tels le cirque glaciaire de Gavarnie, classé au patrimoine mondial de l'humanité, le pont d'Espagne ou l'observatoire du Pic du Midi de Bigorre, tous deux grands sites de Midi-Pyrénées. La réputation de sites tels la « petite Amazonie des Pyrénées », la grotte préhistorique de Gargas ou encore la réserve naturelle nationale du Néouvielle sont encore là source de tourisme. Initialement connu pour sa colline aux marmottes, le parc animalier des Pyrénées abrite à Argelès-Gazost de nombreuses espèces animales d'inspiration locale dont des ours, des loups et des isards. Le château de Beaucens rassemble une importante collection de rapaces et les met en scène dans le donjon des aigles.
Dans les Hautes-Pyrénées, on pratique hiver comme été la randonnée, les sports d'hiver, le cyclisme et le thermalisme, etc. Les stations de ski sont nombreuses et on peut citer celles de Cauterets, de Gavarnie-Gèdre, de Saint-Lary-Soulan, du Tourmalet, de Luz-Ardiden, de Piau-Engaly, du Hautacam, de La Mongie, Peyragudes, du Val-Louron, etc. Nistos, Payolle et Val d'Azun sont, elles, des stations vouées à la pratique du ski de fond. L’activité thermale, à Luz-Saint-Sauveur, Bagnères-de-Bigorre, Barèges, Capvern-les-Bains, ou encore Cauterets s'accompagne de la pratique du jeu dans les casinos.

## Transports
Les principaux axes de transport du département, l'autoroute A64 et la ligne de Toulouse à Bayonne, suivent une orientation est-ouest le long du piémont pyrénéen.

## Démographie
La population des Hautes-Pyrénées connaît depuis 1999 un renouveau démographique après une quinzaine d'années de baisse continue ; uniquement dû au solde migratoire, le département reste cependant le moins dynamique de la région puisque c'est en effet celui qui voit sa population le moins rapidement augmenter; ce nouveau dynamisme observé au début des années 2000 semble se ralentir aujourd'hui avec une progression très limitée de 50 habitants par an entre 2007 et 2012, essentiellement grâce à l'augmentation de population dans les communes péri-urbaines et rurales du département contrairement aux principales communes qui voient toujours leur population diminuer. Les habitants des Hautes-Pyrénées sont les Haut-Pyrénéens.
| 1791 | 1801    | 1806    | 1821    | 1826    | 1831    | 1836    | 1841    | 1846    |
| ---- | ------- | ------- | ------- | ------- | ------- | ------- | ------- | ------- |
| -    | 174 721 | 198 763 | 212 077 | 222 059 | 233 031 | 244 170 | 244 196 | 251 285 |

| 1851    | 1856    | 1861    | 1866    | 1872    | 1876    | 1881    | 1886    | 1891    |
| ------- | ------- | ------- | ------- | ------- | ------- | ------- | ------- | ------- |
| 250 934 | 245 856 | 240 179 | 240 252 | 235 156 | 238 037 | 236 472 | 234 825 | 225 861 |

| 1896    | 1901    | 1906    | 1911    | 1921    | 1926    | 1931    | 1936    | 1946    |
| ------- | ------- | ------- | ------- | ------- | ------- | ------- | ------- | ------- |
| 218 973 | 215 546 | 209 397 | 206 105 | 185 760 | 187 875 | 189 993 | 188 604 | 201 954 |

| 1954    | 1962    | 1968    | 1975    | 1982    | 1990    | 1999    | 2006    | 2011    |
| ------- | ------- | ------- | ------- | ------- | ------- | ------- | ------- | ------- |
| 203 544 | 211 433 | 225 730 | 227 222 | 227 922 | 224 759 | 222 368 | 227 736 | 229 228 |

| 2016    | 2021    | 2022    | - | - | - | - | - | - |
| ------- | ------- | ------- | - | - | - | - | - | - |
| 227 829 | 230 956 | 231 453 | - | - | - | - | - | - |

### Communes les plus peuplées
| Nom                  | Code Insee | Intercommunalité              | Superficie (km2) | Population (dernière pop. légale) | Densité (hab./km2) | Modifier                                    |
| -------------------- | ---------- | ----------------------------- | ---------------- | --------------------------------- | ------------------ | ------------------------------------------- |
| Tarbes               | 65440      | CA Tarbes-Lourdes-Pyrénées    | 15,33            | 44 529 (2022)                     | 2 905              | modifier les données · modifier les données |
| Lourdes              | 65286      | CA Tarbes-Lourdes-Pyrénées    | 36,94            | 13 266 (2022)                     | 359                | modifier les données · modifier les données |
| Aureilhan            | 65047      | CA Tarbes-Lourdes-Pyrénées    | 9,44             | 8 033 (2022)                      | 851                | modifier les données · modifier les données |
| Bagnères-de-Bigorre  | 65059      | CC de la Haute-Bigorre        | 125,86           | 7 060 (2022)                      | 56                 | modifier les données · modifier les données |
| Lannemezan           | 65258      | CC du Plateau de Lannemezan   | 19,03            | 5 810 (2022)                      | 305                | modifier les données · modifier les données |
| Bordères-sur-l'Échez | 65100      | CA Tarbes-Lourdes-Pyrénées    | 15,95            | 5 394 (2022)                      | 338                | modifier les données · modifier les données |
| Séméac               | 65417      | CA Tarbes-Lourdes-Pyrénées    | 6,29             | 5 202 (2022)                      | 827                | modifier les données · modifier les données |
| Vic-en-Bigorre       | 65460      | CC Adour Madiran              | 31,86            | 4 830 (2022)                      | 152                | modifier les données · modifier les données |
| Juillan              | 65235      | CA Tarbes-Lourdes-Pyrénées    | 8,20             | 4 019 (2022)                      | 490                | modifier les données · modifier les données |
| Barbazan-Debat       | 65062      | CA Tarbes-Lourdes-Pyrénées    | 9,78             | 3 495 (2022)                      | 357                | modifier les données · modifier les données |
| Odos                 | 65331      | CA Tarbes-Lourdes-Pyrénées    | 8,77             | 3 291 (2022)                      | 375                | modifier les données · modifier les données |
| Soues                | 65433      | CA Tarbes-Lourdes-Pyrénées    | 3,90             | 3 000 (2022)                      | 769                | modifier les données · modifier les données |
| Ibos                 | 65226      | CA Tarbes-Lourdes-Pyrénées    | 32,88            | 2 921 (2022)                      | 89                 | modifier les données · modifier les données |
| Argelès-Gazost       | 65025      | CC Pyrénées Vallées des Gaves | 3,05             | 2 805 (2022)                      | 920                | modifier les données · modifier les données |
| Ossun                | 65344      | CA Tarbes-Lourdes-Pyrénées    | 27,59            | 2 352 (2022)                      | 85                 | modifier les données · modifier les données |

### Principales unités et aires urbaines
L'aire urbaine du chef-lieu Tarbes qui regroupe 116 056 habitants est le principal bassin de vie du département. La ville mariale, Lourdes, est la seconde plus grande ville du département avec une unité urbaine de quelque 17 384 habitants. Viennent ensuite les communes d'Aureilhan, Bagnères-de-Bigorre, Lannemezan ou encore Vic-en-Bigorre.

### Unités urbaines
Selon l'INSEE, les Hautes-Pyrénées comptaient en 2010 10 unités urbaines, dont quatre composées d'une commune isolée, cinq formant de petites agglomérations composées de quatre à treize communes et l'unité urbaine de Tarbes, la 84e agglomération français. Deux communes de moins de 1 000 habitants, Lamarque-Pontacq et Mazères-de-Neste, appartiennent par ailleurs à des unités urbaines centrées sur d'autres département, respectivement celles de Pontacq (Pyrénées-Atlantiques) et de Montréjeau (Haute-Garonne).
| Rang | Nom de l'unité urbaine | Population municipale (2012) | Nombre de communes (dont villes-centres) |
| ---- | ---------------------- | ---------------------------- | ---------------------------------------- |
| 1    | Tarbes                 | 75 970                       | 14                                       |
| 2    | Lourdes                | 17 384                       | 10                                       |
| 3    | Bagnères-de-Bigorre    | 13 092                       | 7                                        |
| 4    | Argelès-Gazost         | 7 002                        | 13                                       |
| 5    | Juillan                | 6 238                        | 5                                        |
| 6    | Lannemezan             | 5912                         | 1                                        |
| 7    | Vic-en-Bigorre         | 5004                         | 1                                        |
| 8    | Maubourguet            | 2450                         | 1                                        |
| 9    | Ossun                  | 2326                         | 1                                        |
| 10   | Pierrefitte-Nestalas   | 2 122                        | 4                                        |

### Aires urbaines
Selon l'INSEE, les Hautes-Pyrénées comptent en 2010 sept aires urbaines. Deux communes appartiennent aux aires urbaines de Pau (1) et Montréjeau (1).
| Rang | Nom de l'aire urbaine | Population municipale (2012) | Nombre de communes                           |
| ---- | --------------------- | ---------------------------- | -------------------------------------------- |
| 1    | Tarbes                | 115 557                      | 110 (dont une dans les Pyrénées-Atlantiques) |
| 2    | Lourdes               | 21 603                       | 33                                           |
| 3    | Bagnères-de-Bigorre   | 14 547                       | 15                                           |
| 4    | Lannemezan            | 9 855                        | 12                                           |
| 5    | Argelès-Gazost        | 7 002                        | 13                                           |
| 6    | Vic-en-Bigorre        | 5004                         | 1                                            |
| 7    | Maubourguet           | 2450                         | 1                                            |

## Culture

### Principaux établissements culturels
Tarbes, chef-lieu de département, centralise les principaux établissements culturels.
Le musée Massey renferme plusieurs types de collection. Il abrite ainsi le musée des beaux-arts mais aussi le musée international des Hussards. La salle d'exposition du Carmel lui est complémentaire.
Aux lieux d'exposition s'ajoutent les différentes scènes de la ville dont celle de La Gespe consacrée aux musiques actuelles. Le Parvis, scène du spectacle vivant, est encore un lieu destiné à la créativité contemporaine. Le principal théâtre tarbais reste celui des Nouveautés mais le Parvis, établissement culturel pluridisciplinaire alliant musique, danse et cinéma situé en périphérie au cœur du centre commercial Le Méridien, voit lui aussi se jouer en son sein de nombreuses pièces. Enfin, certains grands spectacles (concerts, théâtre) sont donnés au parc des expositions Tarbes Expo Pyrénées Congrès.
Le Parvis est également à l'origine d'un réseau local de cinémas de proximité alimentant les salles d'Argelès-Gazost, d'Arrens-Marsous, de Bagnères-de-Bigorre, de Barèges, de Capvern-les-Bains, de Cauterets, de Cizos, de Gourette, de Laruns, de Loudenvielle, de Lourdes, de Luz-Saint-Sauveur, de Saint-Laurent-de-Neste et de Val-Louron.
Aussi, tout comme Tarbes, Bagnères-de-Bigorre est dotée d'un musée des beaux-arts dit musée Salies.

### Principales manifestations culturelles
Plusieurs festivals ont lieu dans le département, essentiellement durant la saison estivale, parmi eux :
- Tarbes :
  - Equestria, festival d’équitation, en juillet ;
  - Tarbes en Tango, en août ;
  - Festival de musique militaire, en septembre (tous les deux ans, de 2002 à 2012) ;
  - Tarba en canta, festival de polyphonie, en juin ;
  - Festival de Rockabilly, fin août ;
- Bagnères-de-Bigorre :
  - Piano Pic, musique classique, en juillet ;
  - Big Bag Festival, musiques actuelles et traditionnelles, en septembre ;
- Anères : Festival cinéma muet et piano parlant, aux alentours de la Pentecôte ;
- Capvern : Rencontres Musicales (musique classique), fin août ;
- Gavarnie : Festival  de théâtre, en juillet-août ; une pièce est donnée tous les soirs pendant deux semaines dans un cadre grandiose, au pied du cirque ;
- Ibos : Hesteyade, festival du chant et de la culture occitane de Bigorre, en avril ;
- Lourdes : Festival de musique sacrée, en mars ;
- Luz-Saint-Sauveur : Jazz à Luz, en juillet ;
- Madiran : Musique et vins en Madiran, en juillet ;
- Mauvezin : Fête médiévale au Château de Mauvezin le week-end du 15 août ;

## Médias locaux

### Presse écrite
Le groupe La Dépêche du Midi dispose d'une seconde édition locale : le quotidien La Nouvelle République des Pyrénées.
Le groupe Sogemedia édite l'hebdomadaire La Semaine des Pyrénées.
Une version de l'hebdomadaire Le Petit Journal est également disponible dans le département.
Dans le Magnoac, il existe aussi, depuis plus de 35 ans, le mensuel Les Collines du Magnoac.

### Radio
Les ondes FM comptent plusieurs radios locales : Pic FM, Atomic FM, Ràdio País, Fréquence Luz, Radio Festival, etc.
Certaines radios nationales ont des studios dans le département telle que Fun Radio.

## Emblèmes

### Proposition de blason
| Blason | Blasonnement : « D'or à deux lions léopardés de gueules, armés et lampassés d'azur, passant l'un sur l'autre. » Commentaires : Armoiries du comté de Bigorre proposées par Robert Louis comme armoiries du département. |